# Laure Baudson
Laure Augusta Dachet-Baudson (Moignelée, 12 juli 1896 - Auvelais, 26 februari 1984), was een Belgische politica voor de PCB.

## Levensloop
Laure Baudson groeide op in het arbeidersgezin Victor Baudson en Emilie Volon. Haar vader werd ijzersnijder in de steenkoolmijn Bonne Espérance in Moignelée. Baudson werd katholiek opgevoed en volgde een opleiding tot naaister. Ze werkte bij de dienst schadevergoedingen van de koolmijn van Moignelée en van 1925 tot 1945 was ze adjunct-secretaris van de vrouwenmutualiteit in de gemeente. Nadien ging ze aan de slag als naaister. In 1918 huwde Laure Baudson met Rodolphe Dachet (1895-1935), magazijnier in de koolmijn van Moignelée. Hun zoon Robert Dachet (1922-1976) werd journalist bij Le Drapeau Rouge, de krant van de communistische partij PCB.
Beïnvloed door haar zoon werd Laure Baudson lid van de PCB. Na de Tweede Wereldoorlog werd ze secretaresse van de communistische vzw Notre Solidarité en verkocht ze exemplaren van Le Drapeau Rouge aan mijnwerkers. 
In 1946 was ze kandidaat bij de provincieraadsverkiezingen, zonder verkozen te raken. Twee jaar later bereikte ze haar politieke hoogtepunt, toen ze in oktober 1948 werd verkozen tot provinciaal senator voor de provincie Namen, als opvolgster van de overleden Henri Stamps.  Ze bleef slechts enkele maanden zetelen, tot aan de wetgevende verkiezingen van juni 1949, waarbij ze niet werd herkozen. In de Senaat kwam Baudson enkel tussen over lokale thema's, zoals de schade aan de mijn van Tamines, die de veiligheid van de mijnwerkers in gevaar bracht. 
Na haar vertrek uit het parlement zette ze nog een aantal jaar haar engagement voor Notre Solidarité verder. Door toenemende gezondheidsproblemen, maar vooral het overlijden van haar zoon Robert Dachet, trok Baudson zich uiteindelijk terug in de anonimiteit.